# قائمة البعثات الدبلوماسية في ناميبيا

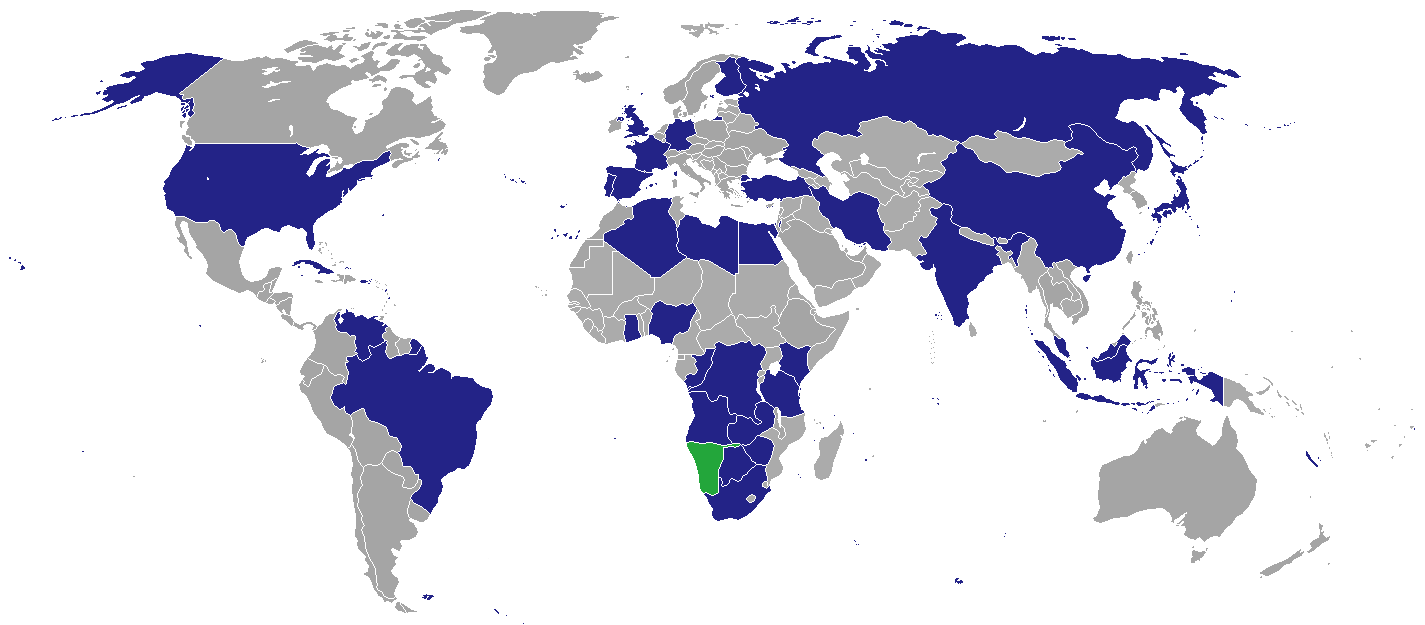
خريطة البعثات الدبلوماسية في ناميبيا.

هذه قائمة البعثات الدبلوماسية في ناميبيا. في الوقت الحاضر، تستضيف العاصمة ويندهوك 34 سفارة ومفوضية عليا.

## البعثات الدبلوماسية فيويندهوك

### السفارات والمفوضيات العليا الغير مقيمة
الدول التي تحمل علامة النجمة (*) هي الدول الأعضاء في كومنولث الأمم. ويهذا الشكل تسمى سفاراتهم رسميًا باسم «اللجان العليا».
- الجزائر
- أنغولا
- بوتسوانا*
- البرازيل
- الصين
- الكونغو
- الكونغو الديمقراطية
- كوبا
- مصر
- فنلندا
- فرنسا
- ألمانيا
- غانا*
- الهند*
- إندونيسيا
- إيران
- اليابان
- كينيا*
- ليبيا
- ماليزيا*
- نيجيريا
- فلسطين
- البرتغال
- روسيا
- جنوب أفريقيا*
- فرسان مالطا
- إسبانيا
- تنزانيا*[1]
- تركيا
- المملكة المتحدة*
- الولايات المتحدة
- فنزويلا
- زامبيا*
- زيمبابوي

### بعثات أو وفود أخرى
- الاتحاد الأوروبي (مفوضية)

## القنصليات العامة

### أوشاكاتي
- أنغولا[2]

### روندو
- أنغولا[2]

## معرض صور للسفارات والمفوضيات العليا في ناميبيا

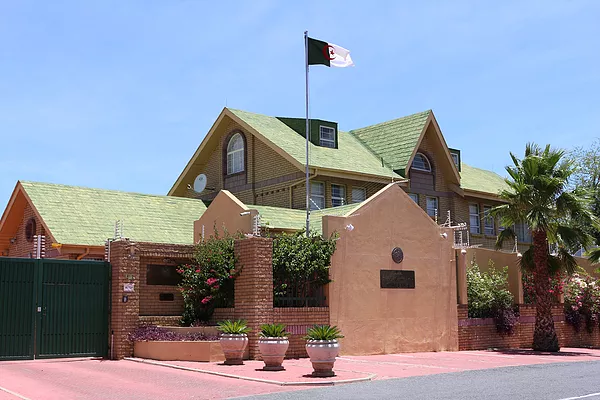
السفارة الجزائرية
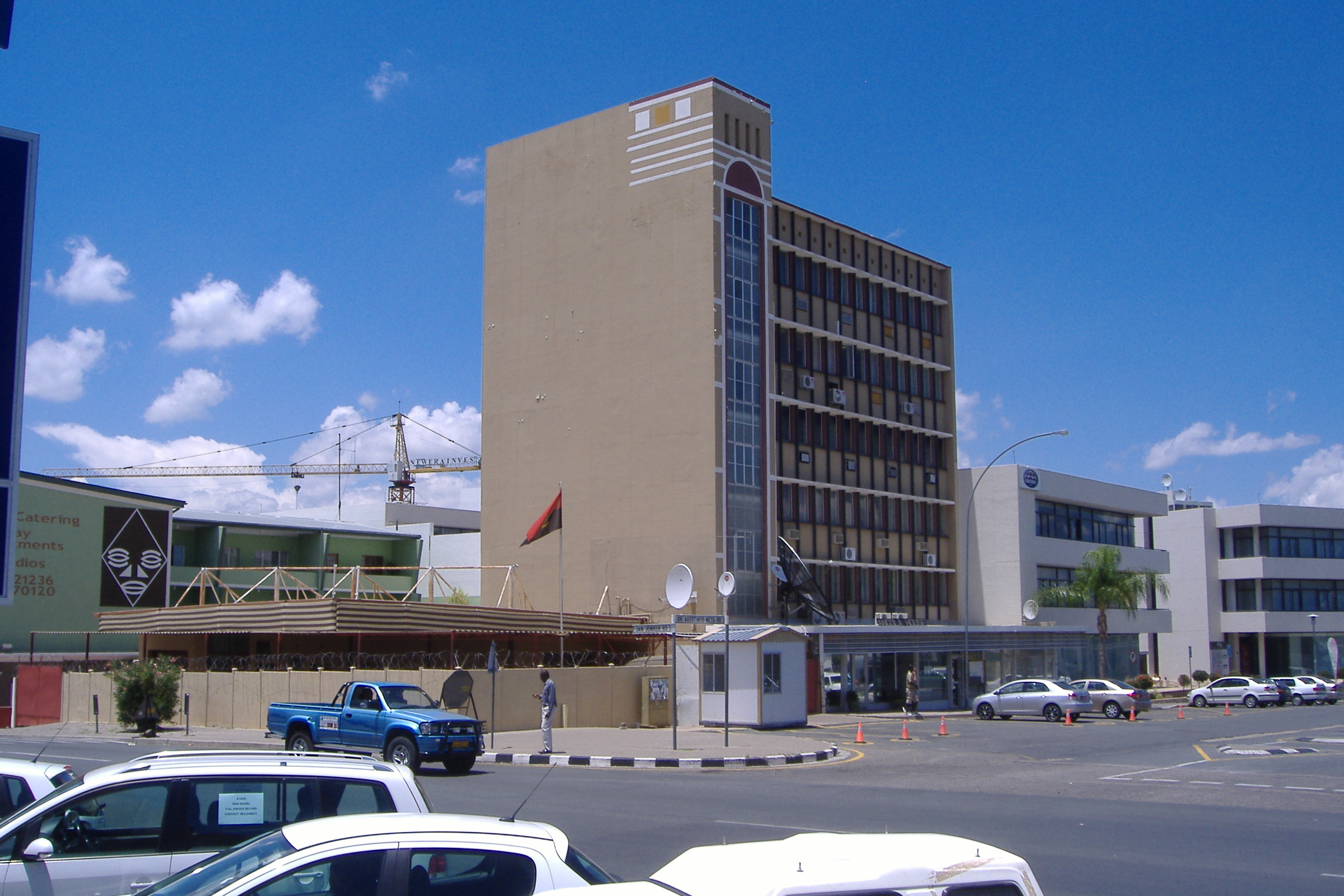
السفارة الأنغولية
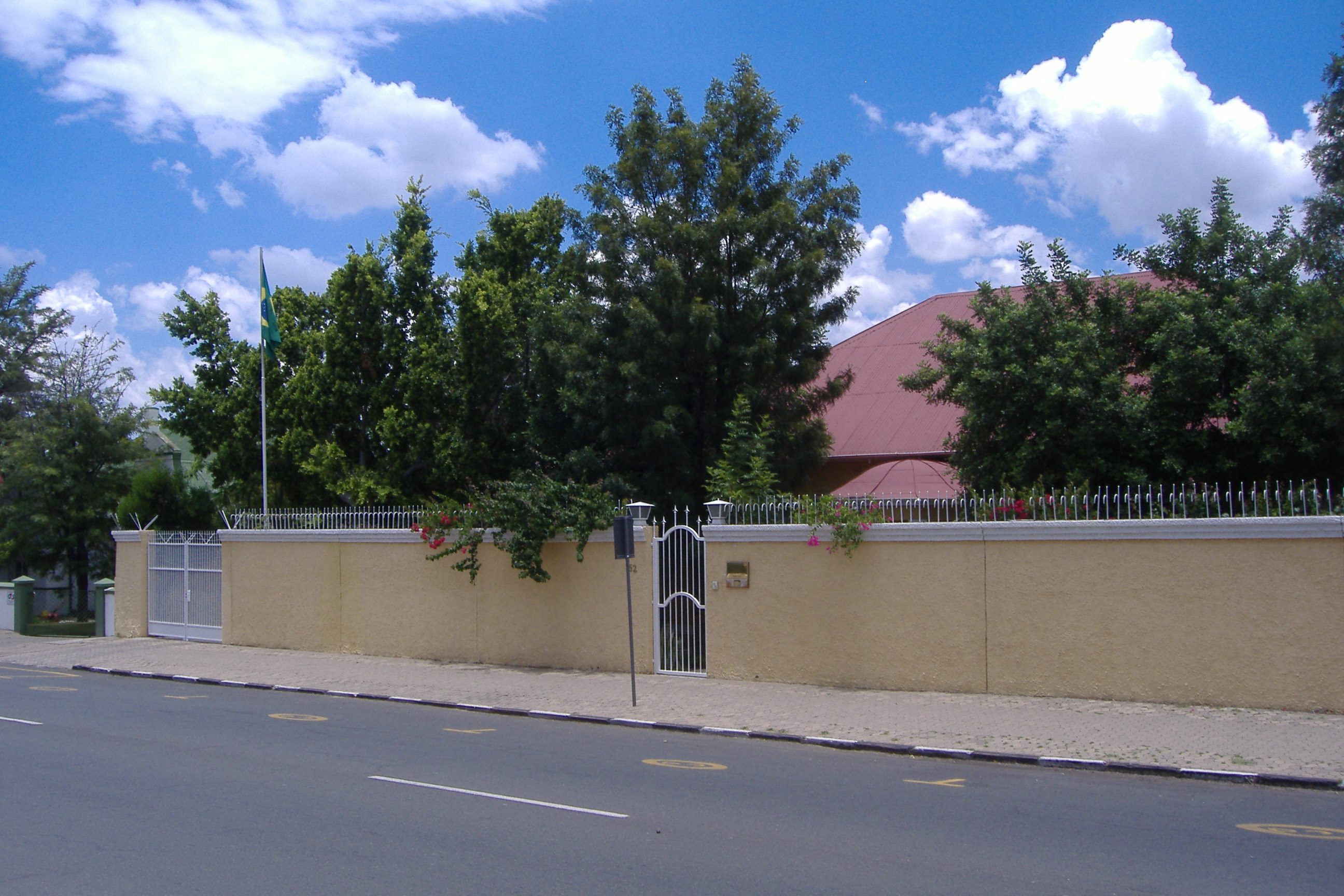
السفارة البرازيلية
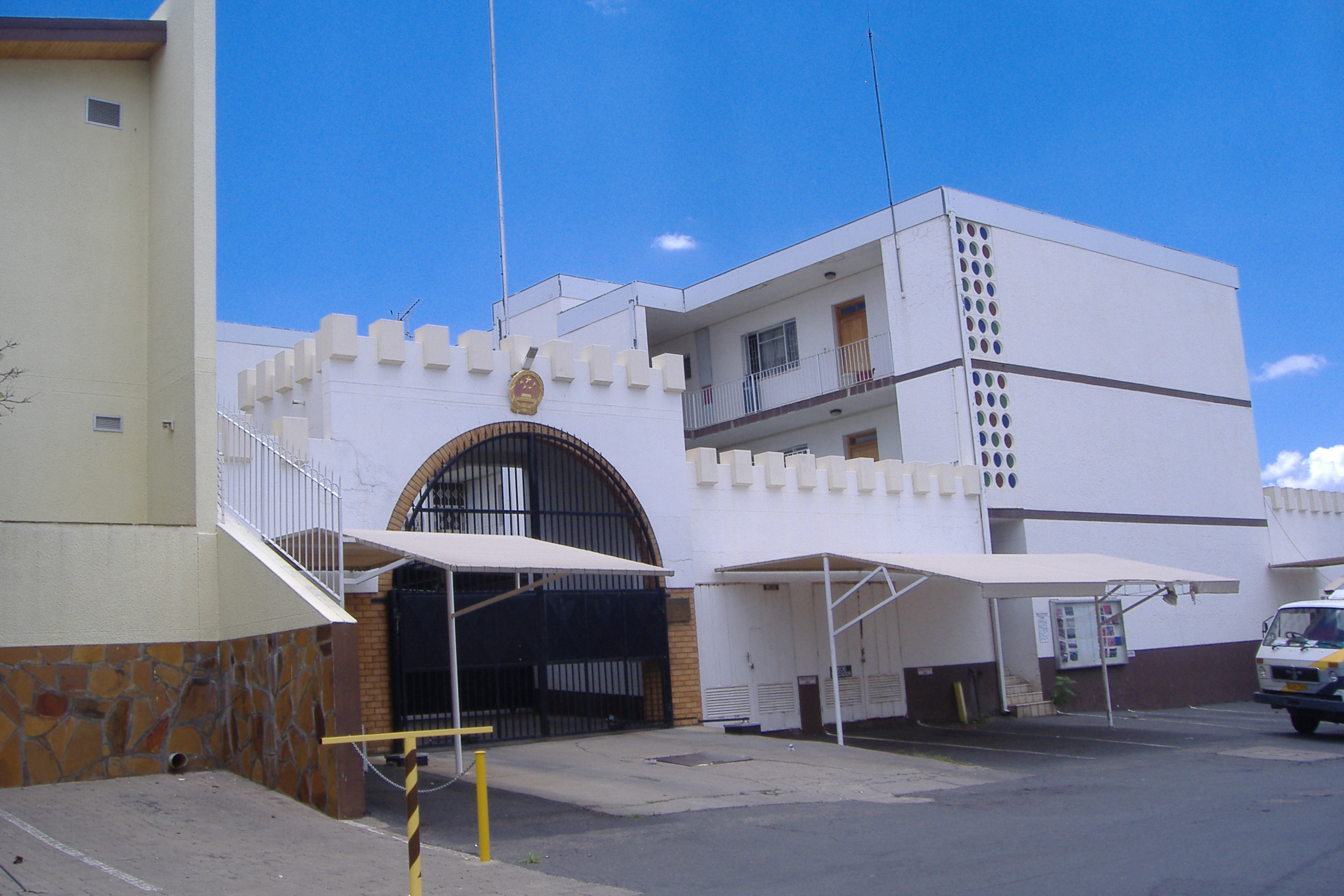
السفارة الصينية
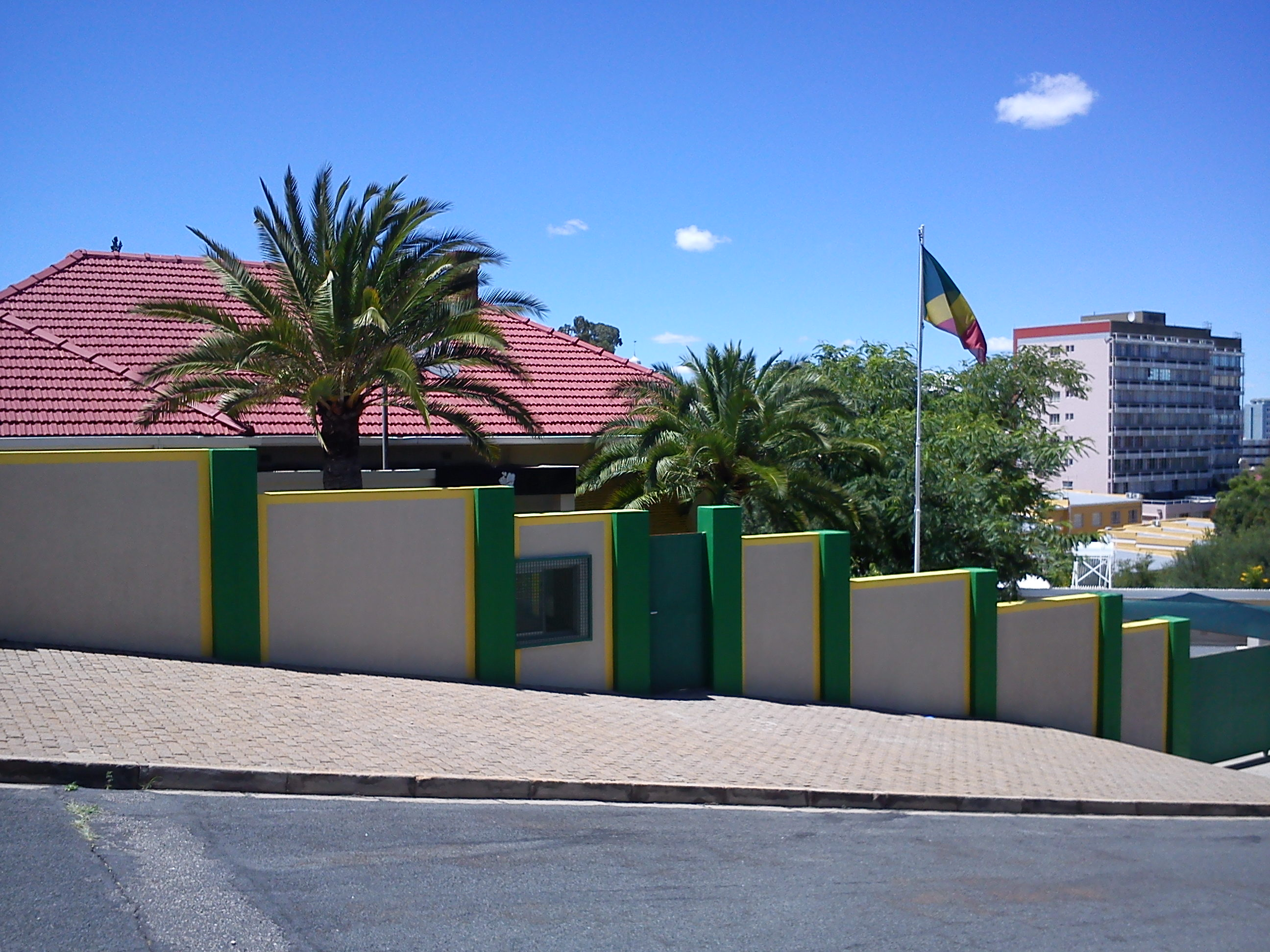
سفارة كونغو برازافيل
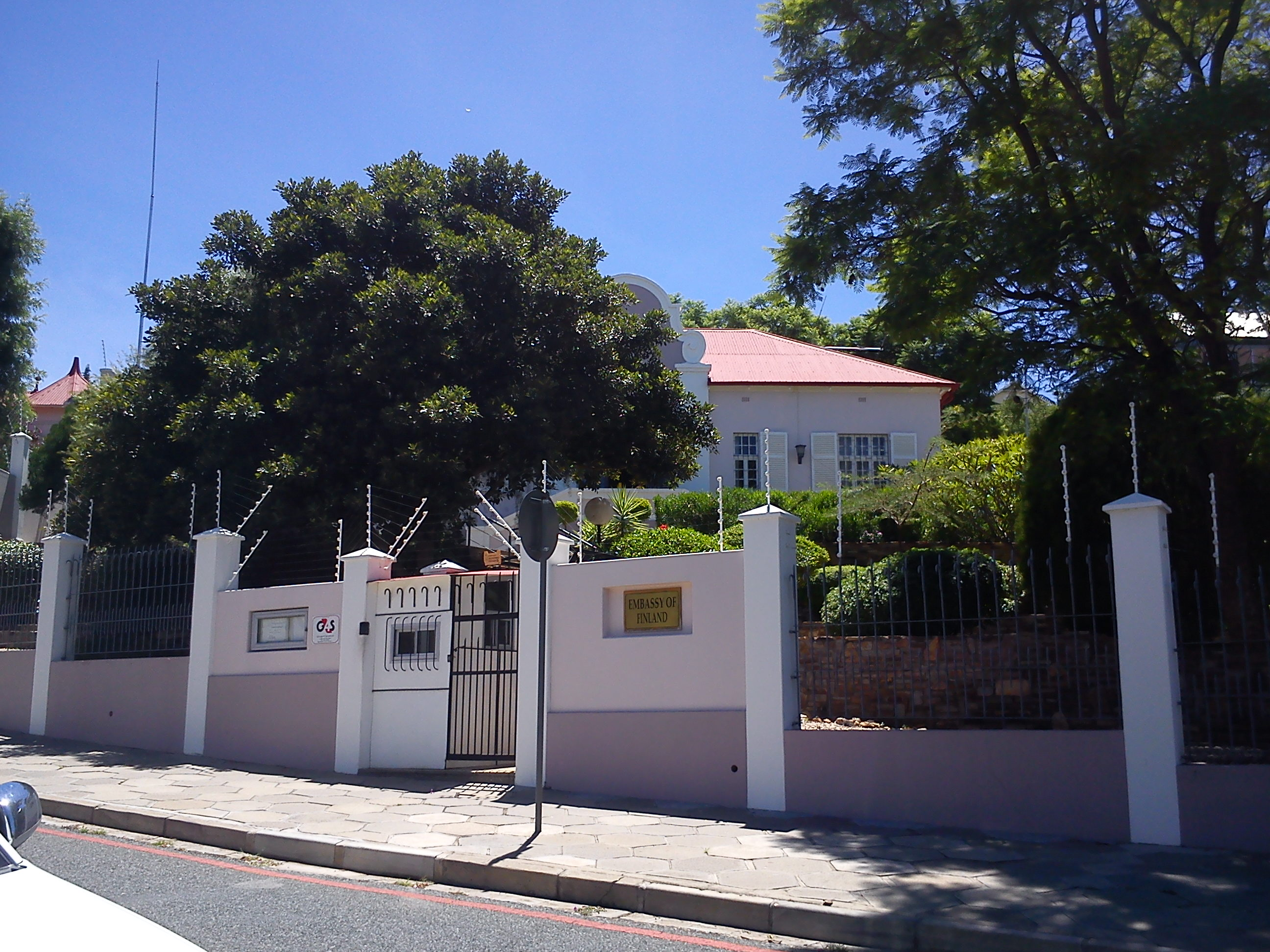
السفارة الفنلندية
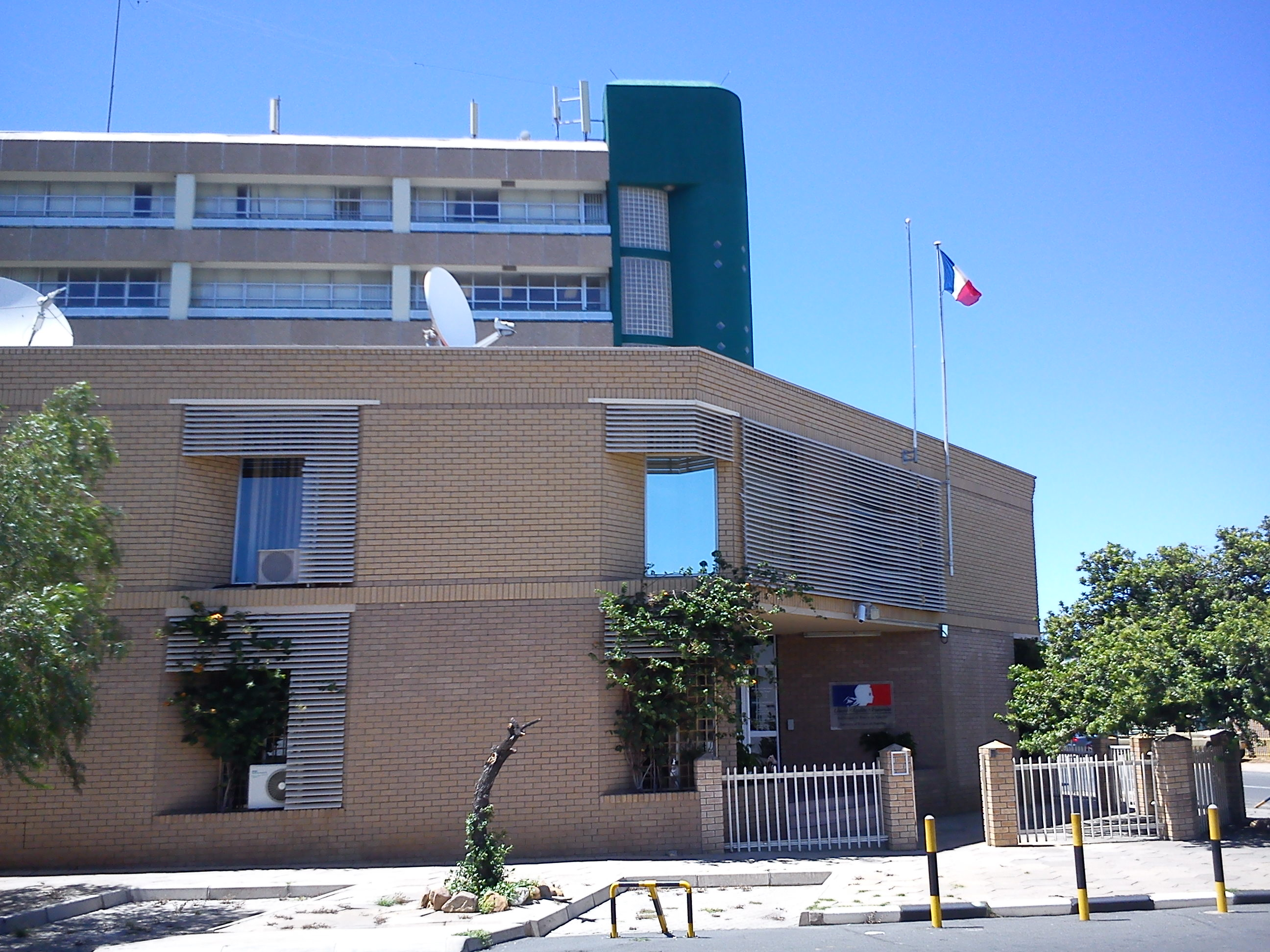
السفارة الفرنسية
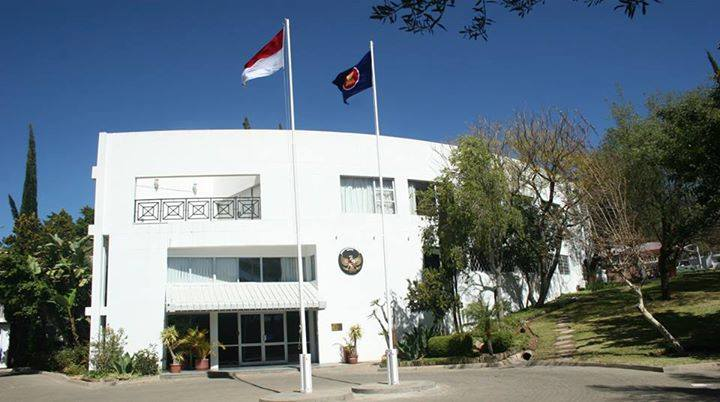
السفارة الإندونيسية
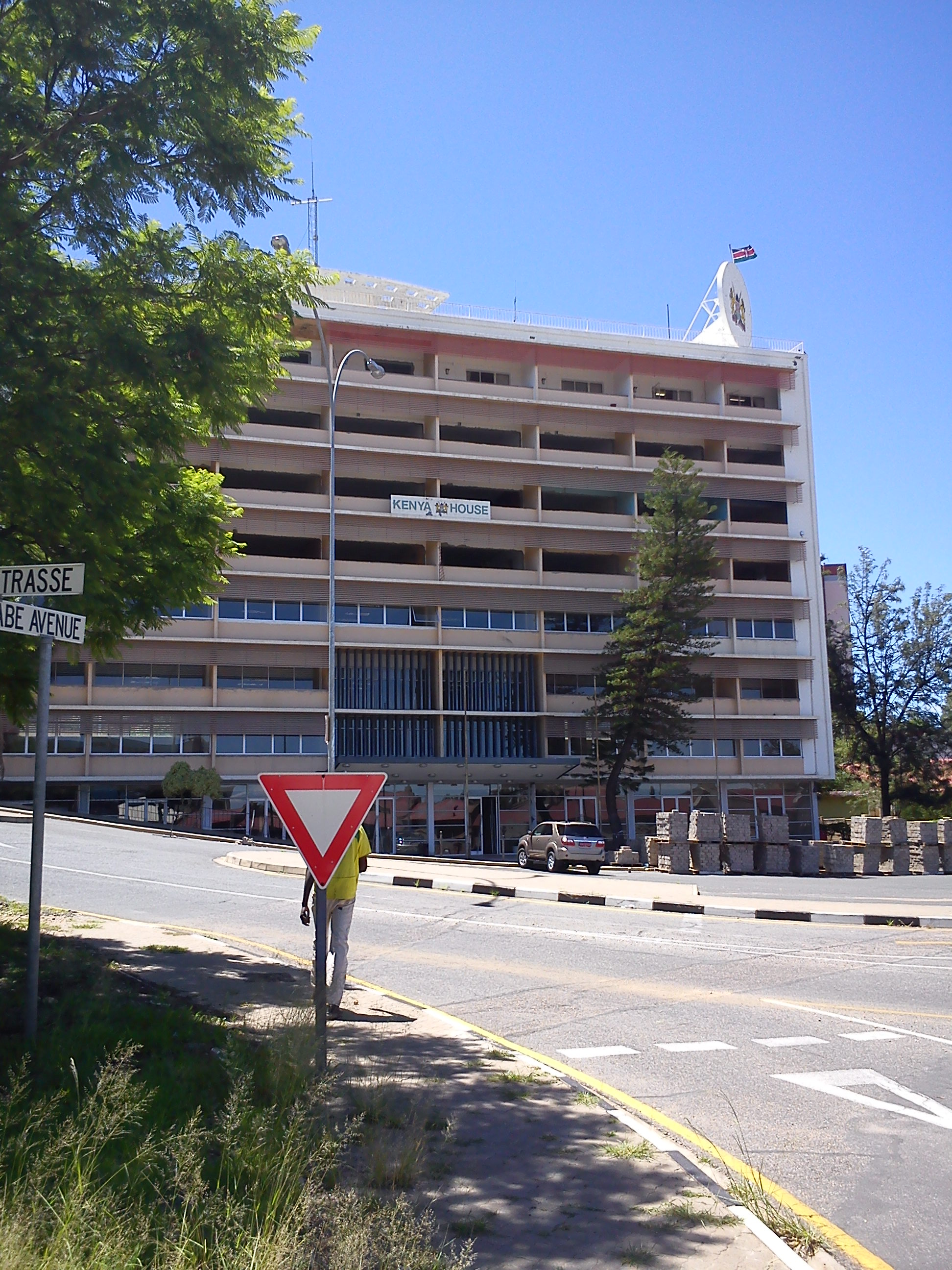
المفوضية العليا الكينية

## السفارات والمفوضيات عليا
مقيم في بريتوريا، جنوب إفريقيا:
- الأرجنتين
- النمسا
- أستراليا
- بنغلاديش
- بيلاروسيا
- بلجيكا
- بنين
- بلغاريا
- بوركينا فاسو
- بوروندي
- الصين
- جمهورية أفريقيا الوسطى
- تشاد
- تشيلي
- كولومبيا
- كرواتيا[3]
- قبرص
- جمهورية التشيك
- الدنمارك
- إسواتيني[4]
- إثيوبيا
- غامبيا
- اليونان
- الفاتيكان
- المجر
- إسرائيل
- إيطاليا
- الكويت
- ليسوتو
- ليبيريا
- ليتوانيا[5]
- مدغشقر
- مالاوي
- مالي[6]
- موريتانيا
- المكسيك
- موزمبيق
- هولندا
- نيوزيلندا
- كوريا الشمالية
- النرويج
- باكستان
- بنما
- باراغواي[7]
- الفلبين
- بولندا
- قطر
- رومانيا[8]
- رواندا
- صربيا
- سنغافورة
- سلوفاكيا[9]
- جنوب السودان[10]
- سريلانكا
- السودان
- السويد
- سويسرا
- تايلاند
- ترينيداد وتوباغو[11]
- تونس
- أوغندا
- أوكرانيا
- الإمارات العربية المتحدة
- أوروغواي
- فيتنام

مقيم في لواندا، أنغولا:
| - غينيا الاستوائية - غينيا - الصحراء الغربية - كوريا الجنوبية |

'سفارات مقيمة في مدن أخرى:
- الكاميرون (أديس أبابا)[13]
- أيرلندا (لوساكا)
- جزر المالديف (نيودلهي)
- مالطا (فاليتا)
- السعودية (لوساكا)
- سيراليون (نيروبي)
- توغو (كينشاسا)
- تونغا (أبو ظبي)
- اليمن (أديس أبابا)

## البعثات المغلقة
- كندا (انتهت عام 1993)[14]
- آيسلندا
- مالاوي
- المكسيك (انتهت عام 2002)[15]
- هولندا (انتهت عام 2006)[16]
- كوريا الشمالية (انتهت عام 1994)[17]
- النرويج[18]
- السويد (انتهت عام 2008)[17]

## روابط خارجية
- Diplomatic missions in Namibia نسخة محفوظة 24 يوليو 2008 على موقع واي باك مشين.
- namibweb.com